# Fülpösdaróc
Fülpösdaróc là một thị trấn thuộc hạt Szabolcs-Szatmár-Bereg, Hungary. Thị trấn này có diện tích 4,25 km², dân số năm 2010 là 328 người, mật độ 77 người/km².